# Эль-Ханнус, Билал
Била́л Эль-Ханну́с (нидерл. Bilal El Khannous, араб. بلال الخنوس‎; родился 10 мая 2004, Стромбек-Бевер) — марокканский и бельгийский футболист, полузащитник английского клуба «Лестер Сити» и сборной Марокко.

## Клубная карьера
С 2009 по 2019 год выступал за молодёжные команды «Андерлехта», после чего стал игроком «Генка». 24 июля 2020 года подписал свой первый профессиональный контракт с клубом. 21 мая 2022 года дебютировал в основном составе «Генка», выйдя на замену в матче высшего дивизиона бельгийского чемпионата против «Мехелена».
29 августа 2024 года перешёл в «Лестер Сити» за 21 млн фунтов, подписав с английским клубом четырёхлетний контракт.

## Карьера в сборной
Родился в Бельгии в семье выходцев из Марокко. С 2019 по 2021 год выступал за сборные Марокко до 15, до 16 и до 18 лет. В 2022 году дебютировал за сборную Марокко до 20 лет.
17 декабря 2022 года дебютировал в составе главной сборной Марокко в матче за третье место чемпионата мира 2022 года, выйдя в стартовом составе.
В составе олимпийской сборной Марокко стал бронзовым призером Летних Олимпийских игр в Париже.

## Достижения

### Награды
- Офицер Ордена Трона (2022)[10]